# Ryan Kelly (Footballspieler)
Ryan Patrick Kelly (* 30. Mai 1993 in West Chester Township, Ohio) ist ein US-amerikanischer American-Football-Spieler auf der Position des Centers. Er spielt bei den Minnesota Vikings in der National Football League (NFL). Zuvor stand Kelly neun Jahre lang bei den Indianapolis Colts unter Vertrag.

## College
Kelly, dem von diversen Universitäten Sportstipendien angeboten wurden, entschied sich für die University of Alabama und spielte für deren Team, die Crimson Tide, äußerst erfolgreich College Football. So wurde er mit seiner Mannschaft nicht nur unter anderem dreimal nationaler Meister, er selbst wurde wiederholt ausgezeichnet und in diverse Auswahlteams aufgenommen.

## NFL
Beim NFL Draft 2016 wurde Kelly in der 1. Runde als insgesamt 18. von den Indianapolis Colts ausgewählt und er erhielt einen Vierjahresvertrag in der Höhe von 10,45 Millionen US-Dollar, 5,8 Millionen davon als Handgeld (signing bonus). Bereits in seiner Rookie-Saison wurde er in allen Partien als Starting-Center aufgeboten.
2017 verpasste er zunächst die ersten vier Spiele aufgrund einer Fußverletzung, die er sich im Training zugezogen hatte und die eine Operation nötig machte. Danach bestritt er sieben Partien, bevor eine neuerliche Verletzung die Spielzeit für ihn beendete.
Blieb ihm auch 2018 das Verletzungspech treu – er konnte nur 12 Mal auflaufen – war er 2019 fit und bestritt alle Partien, wobei er bei 95 % aller Snaps zum Einsatz kam. Für die dabei gezeigten, konstant guten Leistungen wurde er erstmals in den Pro Bowl berufen.
Im März 2025 unterschrieb Kelly einen Zweijahresvertrag im Wert von 18 Millionen US-Dollar bei den Minnesota Vikings.